# Caiga quien caiga (Perú)
Caiga quien caiga fue un programa de televisión peruana de corte periodístico y humor negro bajo dirigido y conducido por el imitador Carlos Álvarez por ATV entre 1998 y 1999, Domingos a las 9:00 p. m.

## El programa
En el año 1998, después de último programa de Las mil y una hace casi 8 años por Frecuencia Latina (hoy Latina Televisión) y el nuevo programa de ATV.
El programa sale del aire en a fines 1998.